# معهد ماكس بلانك للفيزياء الحيوية

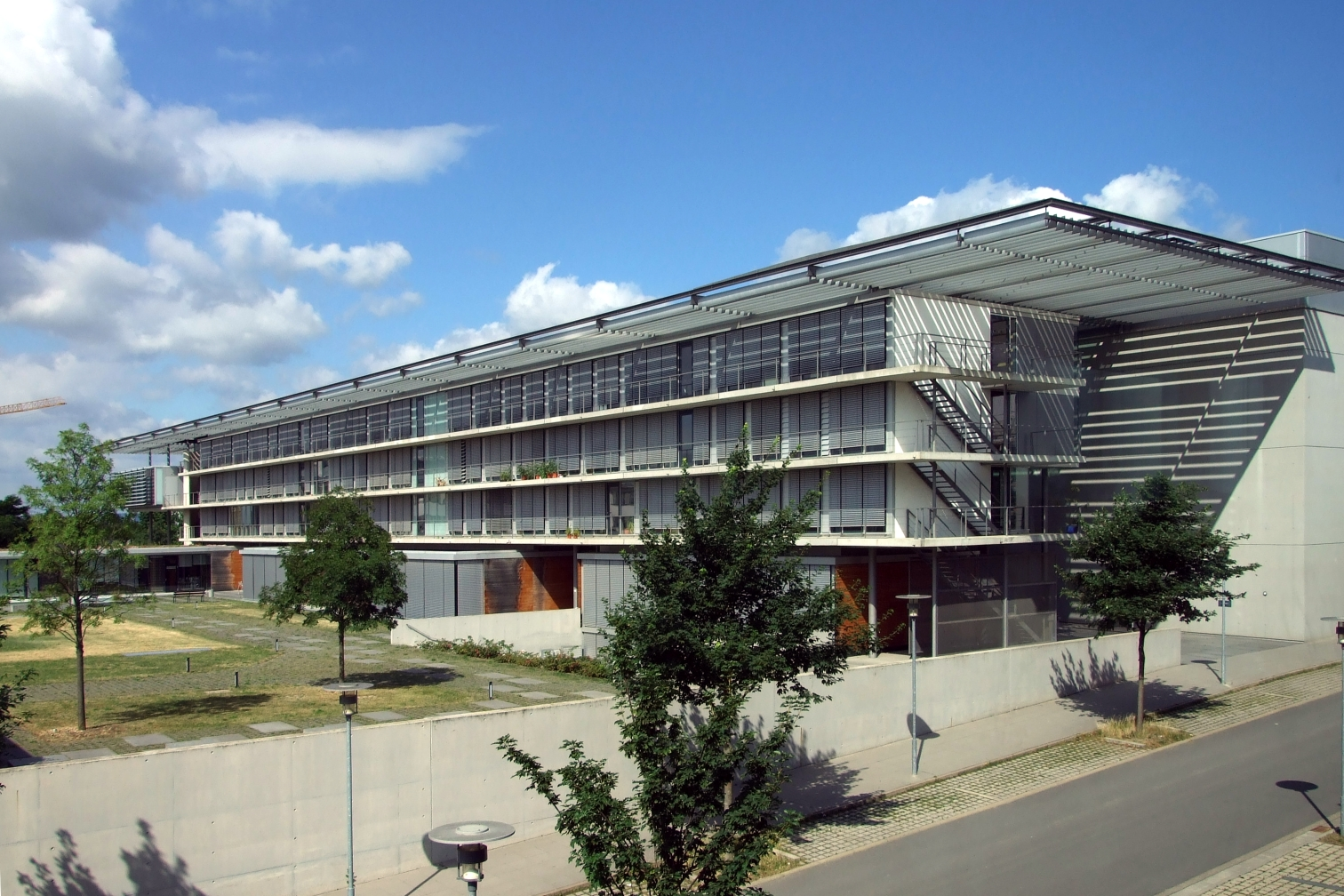
مبنى معهد ماكس بلانك للفيزياء الحيوية

معهد ماكس بلانك للفيزياء الحيوية (بالألمانية: Max-Planck-Institut für Biophysik) هو معهد أبحاث تابع لجمعية ماكس بلانك، مقره مدينة فرانكفورت الألمانية. أُسس سنة 1937 تحت اسم معهد القيصر فيلهلم للفيزياء الحيوية، وانتقل إلى مقر جديد في سنة 2003. وهو واحد من أكثر من 80 معهدًا تتألف منها جمعية ماكس بلانك.

## وصلات خارجية
- الموقع الرسمي للمعهد